# Marcelo Martins Moreno
Marcelo Martins Moreno (Santa Cruz de la Sierra, 1987. június 18. –) bolíviai-brazil labdarúgó, a kínai Csangcsun Jataj FC csatára.